# رادکوویتسه و بودتشه
رادکوویتسه و بودتشه (به چکی: Radkovice u Budče) یک منطقهٔ مسکونی در جمهوری چک است که در منطقه تربیچ واقع شده‌است. رادکوویتسه و بودتشه ۵٫۳ کیلومتر مربع مساحت و ۱۴۴ نفر جمعیت دارد و ۵۰۰ متر بالاتر از سطح دریا واقع شده‌است.